# Martijntje Quik
Martijntje Quik, född den 24 oktober 1973 i De Bilt i Nederländerna, är en nederländsk roddare.
Hon tog OS-silver i åtta med styrman i samband med de olympiska roddtävlingarna 2000 i Sydney.